# Elizabetha coccinea
Elizabetha coccinea är en ärtväxtart som beskrevs av George Bentham. Elizabetha coccinea ingår i släktet Elizabetha och familjen ärtväxter.

## Underarter
Arten delas in i följande underarter:
- E. c. coccinea
- E. c. oxyphylla